# Ашинов, Хазрет Ахметович
Ашинов Хазрет Ахметович (2 января 1926 — 23 мая 1994) — адыгейский писатель, прозаик и журналист, заслуженный работник культуры Республики Адыгея.

## Биография
Родился 2 января 1926 года в ауле Габукай Теучежского района Адыгеи.
1943—1950 гг. — служил в Советской Армии.
1950—1954 гг. — работал в книжном издательстве, газете «Социалистическэ Адыгеи».
1954—1957 гг. — учился в Краснодарской краевой партийной школе.
1962—1964 гг. — учился в Высших литературных курсах Союза писателей СССР при Литературном институте им. А. М. Горького.
С 1951 года был заведующим отделом областной газеты «Социалистическэ Адыгеи», главным редактором альманаха «Дружба».
Член Союза писателей СССР, заслуженный работник культуры Республики Адыгея.

## Творчество
Произведения писателя печатаются в периодике с 1951 года. Многие произведения писателя были переведены на русский язык.
Хазрет Ашинов перевёл на адыгейский язык произведения М. Горького, А. Чехова, Т. Шевченко, К. Хетагурова, Я. Купалы, А. Исаакяна, Д. Гулиа и др.